# Трапец
Трапецът е равнинна геометрична фигура. Дефинира се като четириъгълник, в който поне една двойка срещуположни страни са успоредни.
Успоредните страни се наричат основи на трапеца – долна и горна. Другите две страни се наричат бедра. Отсечките, свързващи срещуположните ъгли, се наричат диагонали. Отсечката, свързваща средите на бедрата на трапеца, се нарича средна основа.

## Видове трапеци
- Трапец, чиито бедра са равни и ъглите при основата му са равни, се нарича равнобедрен.
- Трапец, един от ъглите на който е прав, се нарича правоъгълен.

## Свойства
- Средната основа на трапеца е успоредна на основите и е равна на полусбора им.
- Обобщена теорема на Талес: Успоредните прави, пресичащи страните на ъгъл, отсичат от страните на ъгъла пропорционални отсечки.
- При равнобедрения трапец ъглите при основата са равни.
- При равнобедрения трапец диагоналите са равни.
- Около всеки равнобедрен трапец може да се опише окръжност.
- Ако сборът от дължините на основите на трапеца е равен на сбора от дължините на бедрата, то в него може да се впише окръжност.
- В трапеца средите на основите и пресечните точки на диагоналите и на продълженията на бедрата лежат на една права.
- Сборът от големините на ъглите, прилежащи на бедрата, е 180°.

## Лице на трапец
Ако а и b са основите на трапец и h е височината му, лицето на трапеца се изчислява по формулата
{\displaystyle S={\frac {1}{2}}(a+b)h=0,5.(a+b)h={\frac {a+b}{2}}.h}
Изразът {\displaystyle {\frac {a+b}{2}}} е дължината на средната основа на трапеца и поради това лицето може да се разглежда като произведение от дължините на височината и средната основа.
Ако са известни дължините на четирите страни на трапеца a, b, c, d (a е дължината на основата), то лицето му се намира по формулата
{\displaystyle A={\frac {a+c}{4(a-c)}}{\sqrt {(a+b-c+d)(a-b-c+d)(a+b-c-d)(-a+b+c+d)}}.}
Тази формула не работи, ако основите а и с са равни, тъй като ще имаме деление с нула. В този случай трапецът е успоредник и се използва друга формула.
Ако по-малката основа е много близо до нула, формулата се превръща в Хероновата формула.
Частен случай. Площта на равнобедрен трапец с ъгъл при основата равен на 300 и радиус на вписаната окръжност {\displaystyle r}, ще бъде равна на:
{\displaystyle S=8r^{2}}